# Lijst van nationale parken in Brazilië
Dit is een lijst van nationale parken in Brazilië. Verschillende nationale parken (o.a. Nationaal park Iguaçu, Nationaal park van de Jaú, Nationaal park Emas, Nationaal park Serra da Capivara, Nationaal park Chapada dos Veadeiros) staan op de Unesco-Werelderfgoedlijst.
| Nationaal Park                 | Staat                             | Stichtingsjaar | Oppervlakte (ha) |
| ------------------------------ | --------------------------------- | -------------- | ---------------- |
| Abrolhos                       | Bahia                             | 1983           | ca. 91.300       |
| Amazônia                       | Pará, Amazonas                    | 1985           | 945.851          |
| Aparados da Serra              | Rio Grande do Sul, Santa Catarina | 1959           | 13.082           |
| Araguaia                       | Tocantins                         | 1980           | 557.708          |
| Araucárias                     | Santa Catarina                    | 2005           | 16.824           |
| Brasília                       | Federaal District                 | 1961           | 31.895           |
| Cabo Orange                    | Amapá                             | 1980           | 442.437          |
| Campos Amazônicos              | Amazonas, Mato Grosso, Rondônia   | 2006           | ca. 876.000      |
| Campos Gerais                  | Paraná                            | 2006           | 21.749           |
| Caparaó                        | Espírito Santo, Minas Gerais      | 1961           | 31.853           |
| Catimbau                       | Pernambuco                        | 2002           | 62.554           |
| Cavernas do Peruaçu            | Minas Gerais                      | 1999           | 56.649           |
| Chapada das Mesas              | Maranhão                          | 2005           | ca. 160.000      |
| Chapada Diamantina             | Bahia                             | 1985           | 152.575          |
| Chapada dos Guimarães          | Mato Grosso                       | 1989           | 32.776           |
| Chapada dos Veadeiros          | Goiás                             | 1961           | 65.038           |
| Descobrimento                  | Bahia                             | 1999           | 21.213           |
| Emas                           | Goiás, Mato Grosso do Sul         | 1961           | 133.064          |
| Fernando de Noronha            | Pernambuco                        | 1988           | 11.270           |
| Grande Sertão Veredas          | Bahia, Minas Gerais               | 1989           | 231.668          |
| Iguaçu                         | Paraná                            | 1981           | 169.765          |
| Ilha Grande                    | Paraná, Mato Grosso do Sul        | 1997           | 108.166          |
| Itatiaia                       | Minas Gerais, Rio de Janeiro      | 1937           | 28.155           |
| Jamanxim                       | Pará                              | 2006           | ca. 866.800      |
| Jaú                            | Amazonas                          | 1980           | 2.377.889        |
| Jericoacoara                   | Ceará                             | 2002           | 6.295            |
| Juruena                        | Amazonas, Mato Grosso             | 2006           | ca. 1.900.000    |
| Lagoa do Peixe                 | Rio Grande do Sul                 | 1986           | 33.248           |
| Lençóis Maranhenses            | Maranhão                          | 1981           | 147.222          |
| Montanhas do Tumucumaque       | Amapá                             | 2002           | 3.882.120        |
| Monte Pascoal                  | Bahia                             | 1961           | 22.383           |
| Monte Roraima                  | Roraima                           | 1989           | 117.147          |
| Nascentes do Rio Parnaíba      | Bahia, Maranhão, Piauí, Tocantins | 2002           | 733.162          |
| Pacaás Novos                   | Rondônia                          | 1990           | 711.468          |
| Pantanal Matogrossense         | Mato Grosso                       | 1981           | 136.028          |
| Pau Brasil                     | Bahia                             | 1999           | 11.590           |
| Nationaal park Pico da Neblina | Amazonas                          | 1979           | 2.260.344        |
| Pontões Capixabas              | Espírito Santo                    | 2002           | 17.496           |
| Restinga de Jurubatiba         | Rio de Janeiro                    | 1998           | 14.838           |
| Rio Novo                       | Pará                              | 2006           | ca. 537.700      |
| Saint-Hilaire/Lange            | Paraná                            | 2001           | 25.161           |
| São Joaquim                    | Santa Catarina                    | 1961           | 42.837           |
| Sempre Vivas                   | Minas Gerais                      | 2002           | 124.555          |
| Serra da Bocaina               | Rio de Janeiro, São Paulo         | 1971           | 97.953           |
| Serra da Bodoquena             | Mato Grosso do Sul                | 2000           | 77.232           |
| Serra da Canastra              | Minas Gerais                      | 1972           | 198.380          |
| Serra da Capivara              | Piauí                             | 1979           | 92.228           |
| Serra da Cutia                 | Rondônia                          | 2001           | 284.910          |
| Serra da Mocidade              | Roraima                           | 1998           | 377.937          |
| Serra das Confusões            | Piauí                             | 1998           | 526.106          |
| Serra de Itabaiana             | Sergipe                           | 2005           | 7.966            |
| Serra do Cipó                  | Minas Gerais                      | 1984           | 31.733           |
| Serra do Divisor               | Acre                              | 1989           | 840.955          |
| Serra do Itajaí                | Santa Catarina                    | 2004           | 57.475           |
| Serra do Pardo                 | Pará                              | 2005           | 447.342          |
| Serra dos Órgãos               | Rio de Janeiro                    | 1984           | 10.527           |
| Serra Geral                    | Rio Grande do Sul, Santa Catarina | 1992           | 17.333           |
| Sete Cidades                   | Piauí                             | 1961           | 6.331            |
| Superagüi                      | Paraná                            | 1989           | 33.855           |
| Tijuca                         | Rio de Janeiro                    | 1961           | 3.972            |
| Ubajara                        | Ceará                             | 1973           | 6.299            |
| Viruá                          | Roraima                           | 1998           | 215.917          |